# Staphylococcus auricularis
Staphylococcus auricularis è un batterio Gram-positivo, asporigeno, della famiglia Staphylococcaceae. Questa specie è stata originariamente isolata dall'esterno di un orecchio umano ed è debolmente emolitica. Poiché è comunemente presente sulla pelle umana, può provocare infezioni opportunistiche e sepsi.